# كاليبسو (قمر)
بالإنكليزية Calypso و هو قمر صغير لكوكب زحل اكتشف في 13 أذار 1980 من خلال الملاحظة الأرضية لفريق علمي مكون من دان باسكو وكينث سيدلمان وويليام باوم ودوغلاس كوري. وعرف بالتعيين المؤقت S/1980 S 25 وفي سنة 1983 أعطي اسم كاليسبو وهو مشتق من الميثولوجيا اليونانية. كما يعرف أيضا بزحل الرابع عشر.
يتشارك مداره مع مدار تثيس ويقع في نقطة لاغرانج L5 حوالي 60 درجة خلف تثيس وهو أحد الأقمار الأربعة من أقمار حصان طروادة.
على غرار العديد من اقمار زحل الصغير يملك كاليسبو شكل غير نظامي وفيه أثار حفر كبيرة, وسطحه ذو انعكاسية عالية وبياض عالي وهذه نتيجة الرمل الكثير على سطحه من قبل حلقات زحل.